# Callionymus io
 Callionymus io és una espècie de peix de la família dels cal·lionímids i de l'ordre dels cipriniformes que es troba a Myanmar.